# L'Argentière-la-Bessée
L'Argentière-la-Bessée is een gemeente in het Franse departement Hautes-Alpes (regio Provence-Alpes-Côte d'Azur). De gemeente telde 2.278 inwoners op 1 januari 2022. De gemeente maakt deel uit van het arrondissement Briançon.
L'Argentière heeft een industrieel verleden met een zilvermijn en metaalnijverheid op basis van waterkracht. Na de sluiting van de mijn en de meeste fabrieken richtte de gemeente zich op bergtoeristen en wildwatersporters.

## Geschiedenis
Al in de Romeinse tijd en in de middeleeuwen werd de zilvermijn van Fournel in het dal van de Fournel uitgebaat. Daaraan dankt L'Argentière haar naam (l'argent is zilver in het Frans). In 1155 werd het rijke L'Argentière aangehecht bij de Dauphiné. De dauphin liet er een donjon bouwen nabij de mijn. Deze donjon werd uitgebouw tot een versterkt kasteel en er kwam een tweede kasteel in het dal, het Château Saint-Jean.
In 1785 werd een nieuwe ader ontdekt en hernam de exploitatie op grotere schaal. De mijn stelde tot 400 mensen te werk waarvan er veel afkomstig waren uit Italië. De mijn werd gesloten aan het begin van de 20e eeuw. In de 19e en de 20e eeuw werd de metallurgie belangrijker dankzij de komst van de spoorweg en de beschikbare waterkracht. De firma Pechiney bouwde een waterkrachtcentrale op de Durance en produceerde tot 1985 aluminium. Later kwam er ook een glasfabriek met een eigen waterkrachtcentrale.
De gemeente is ontstaan door het samengaan van de dorpen L'Argentière en La Bessée, gelegen aan weerszijden van de Durance. Aanvankelijk heette de gemeente L'Argentière; na 1941 L'Argentière-la-Bessée.

## Geografie
De oppervlakte van L'Argentière-la-Bessée bedroeg op 1 januari 2022 64,55 vierkante kilometer; de bevolkingsdichtheid was toen 35,3 inwoners per km².
Het westen van de gemeente ligt in het bergmassief Les Écrins. De gemeente ligt in de valleien van de Durance, de Fournel en de Vallouise. 
De onderstaande kaart toont de ligging van L'Argentière-la-Bessée met de belangrijkste infrastructuur en aangrenzende gemeenten.

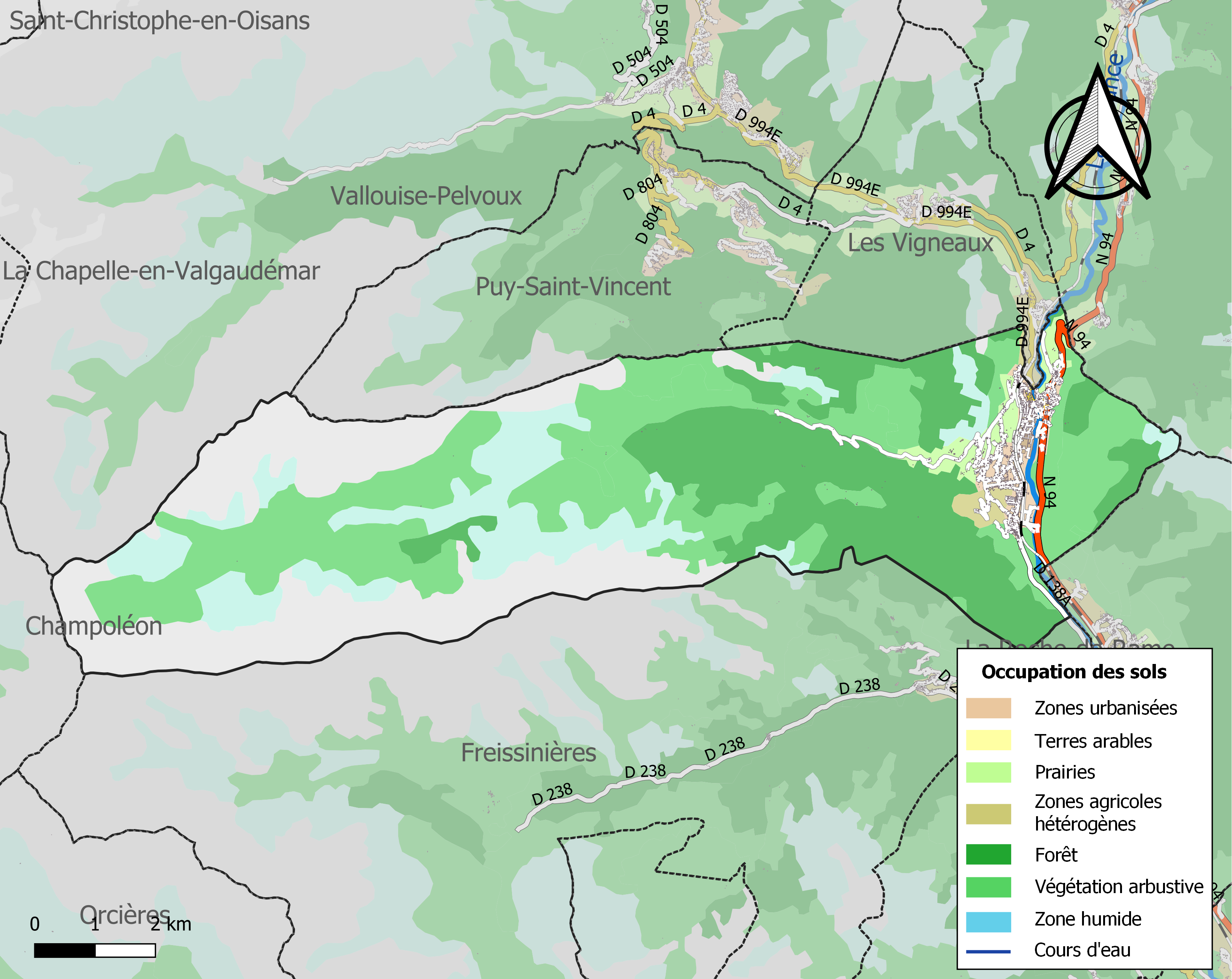

## Verkeer en vervoer
In de gemeente ligt spoorwegstation L'Argentière-les Écrins.

## Demografie
Onderstaande figuur toont het verloop van het inwonertal (bron: INSEE-tellingen).
Vanwege een beveiligingsprobleem met de MediaWiki Graph-software is het momenteel niet mogelijk deze grafiek weer te geven. Zodra de software is bijgewerkt zal de grafiek vanzelf weer zichtbaar worden.

## Bezienswaardigheden
- Kapel Saint-Jean. Deze kapel uit de 12e eeuw van de hospitaalridders werd gebouwd op een hoogte langs een oude weg over de Alpen. Uit archeologisch onderzoek blijkt dat de kapel is gebouwd op de plaats van een voorchristelijk bouwwerk, mogelijk een heidense cultusplaats.
- Kerk Saint-Apollinaire. De kerk uit de 15e eeuw werd gebouwd naar het model van de kathedraal van Embrun uit de 12e eeuw. L'Argentière hing af van het aartsbisdom Embrun en de bouw van de kerk kadert in de strijd van de Katholieke Kerk tegen de waldenzen.
- Industrieel erfgoed met onder andere de fabrieksgebouwen van de firma Pechiney met de Tour des Hermes. De oude ondergelopen zilvermijn werd leeggepompt en opengesteld voor bezoekers.

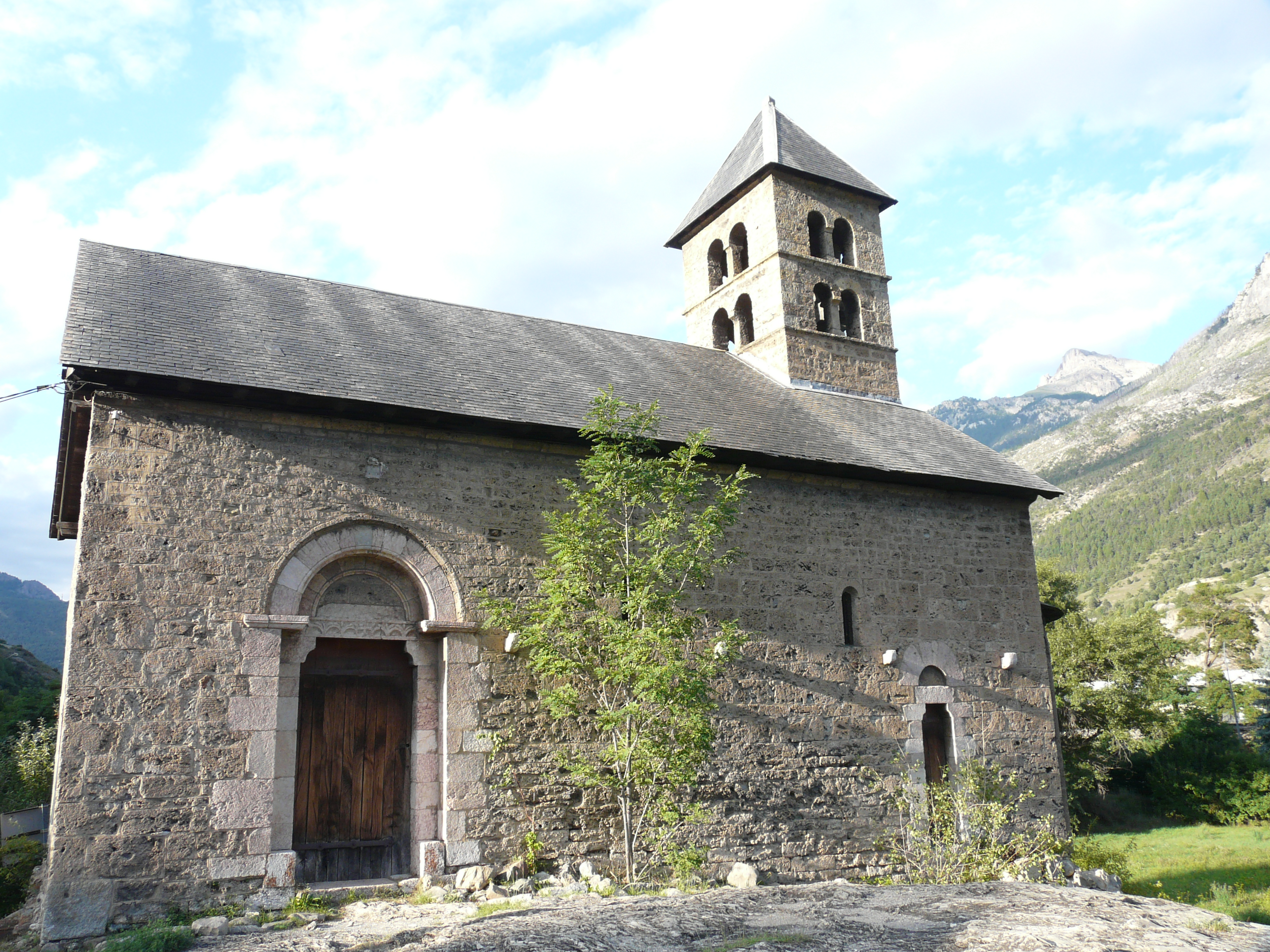
Kapel Saint-Jean
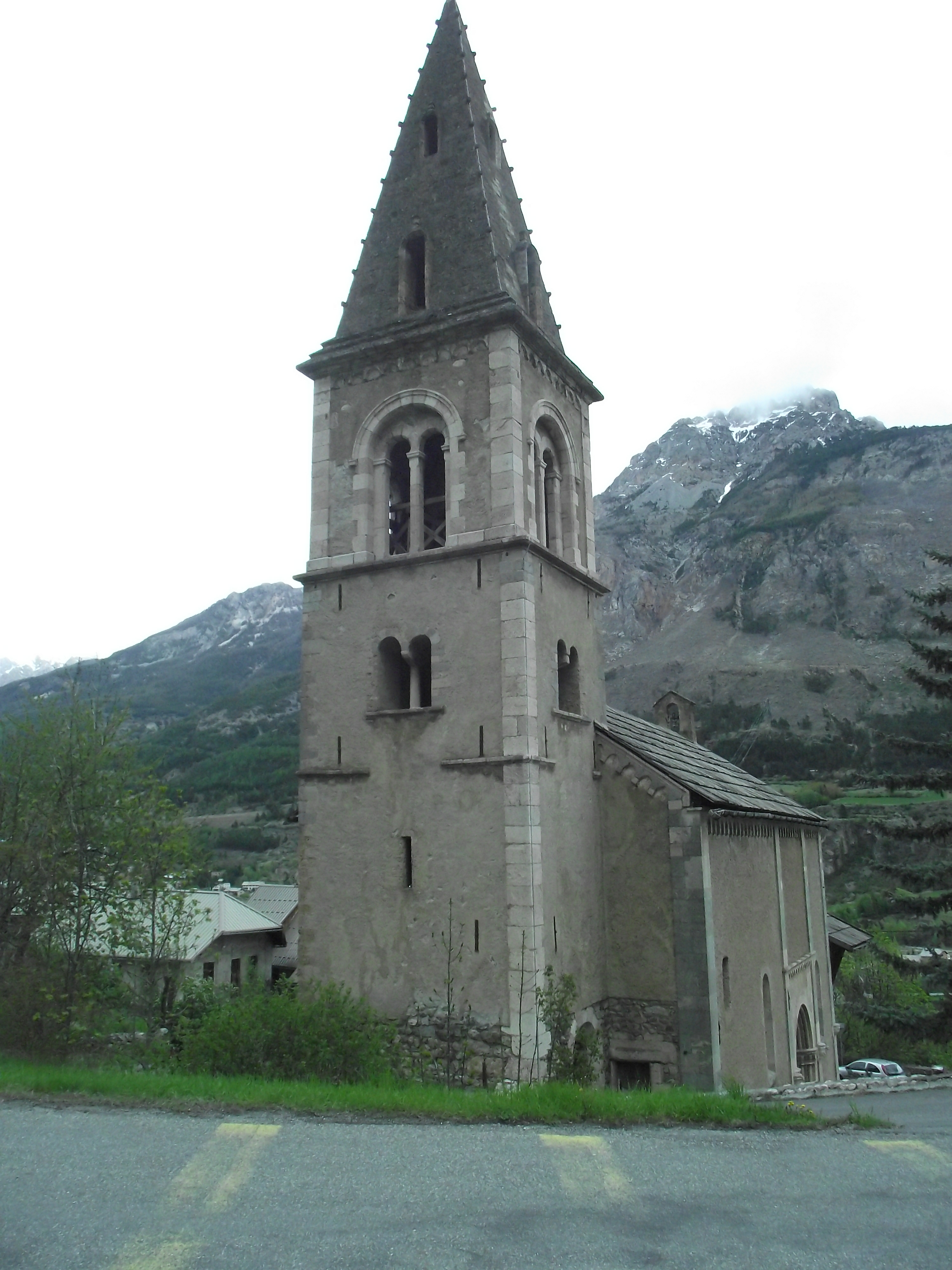
Kerk Saint-Apollinaire
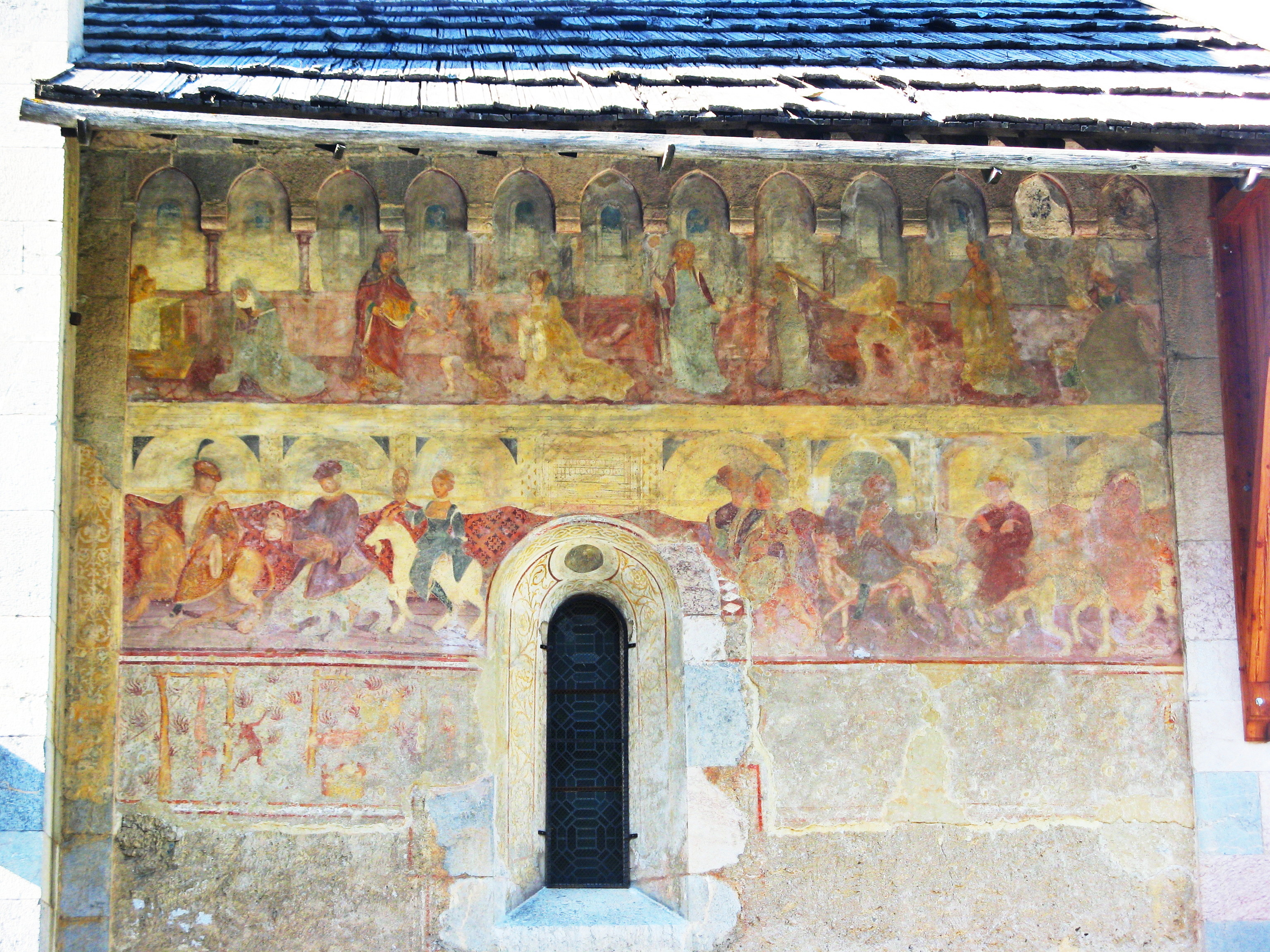
Muurschildering op de Saint-Apollinaire
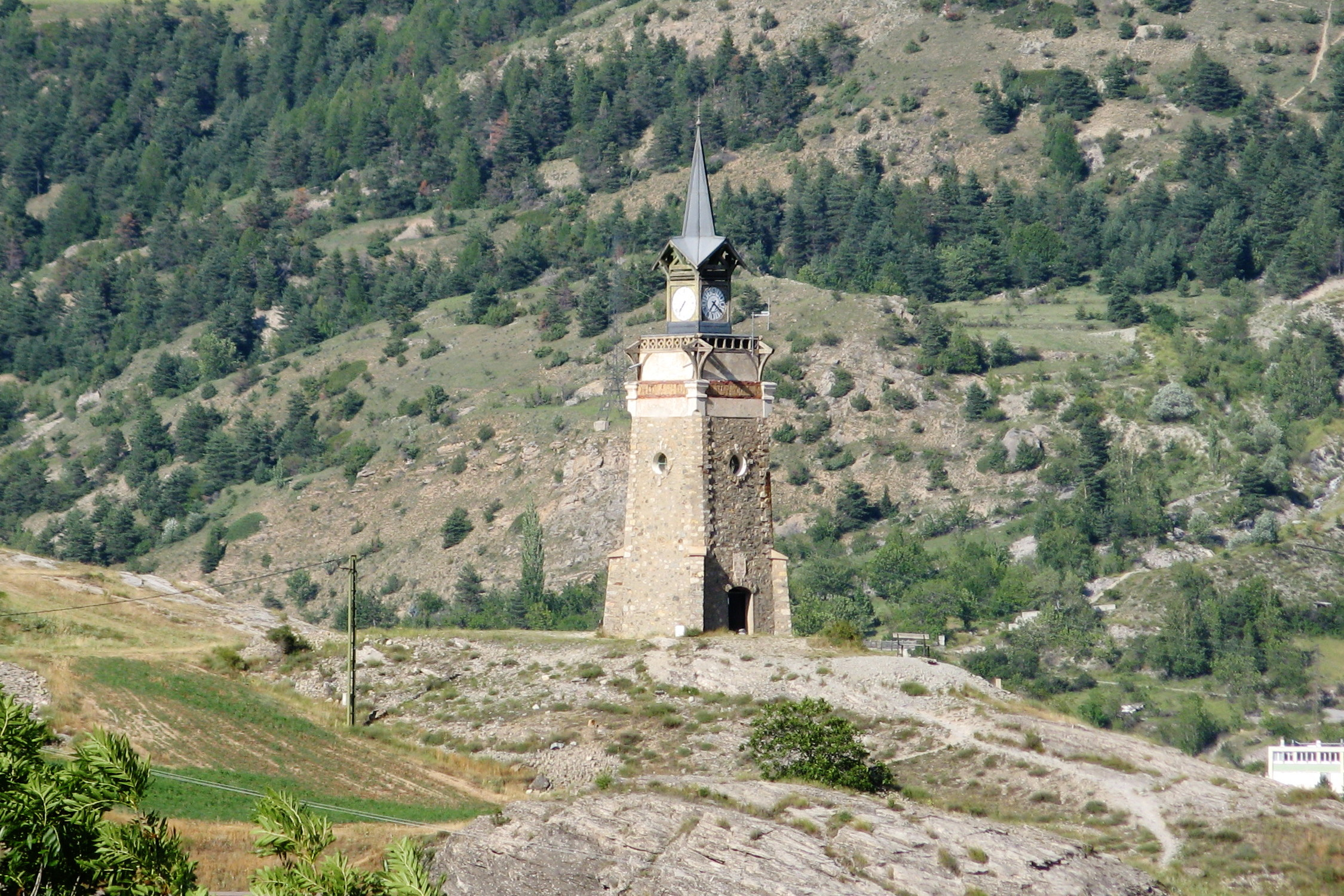
Tour des Hermes met zijn uurwerk
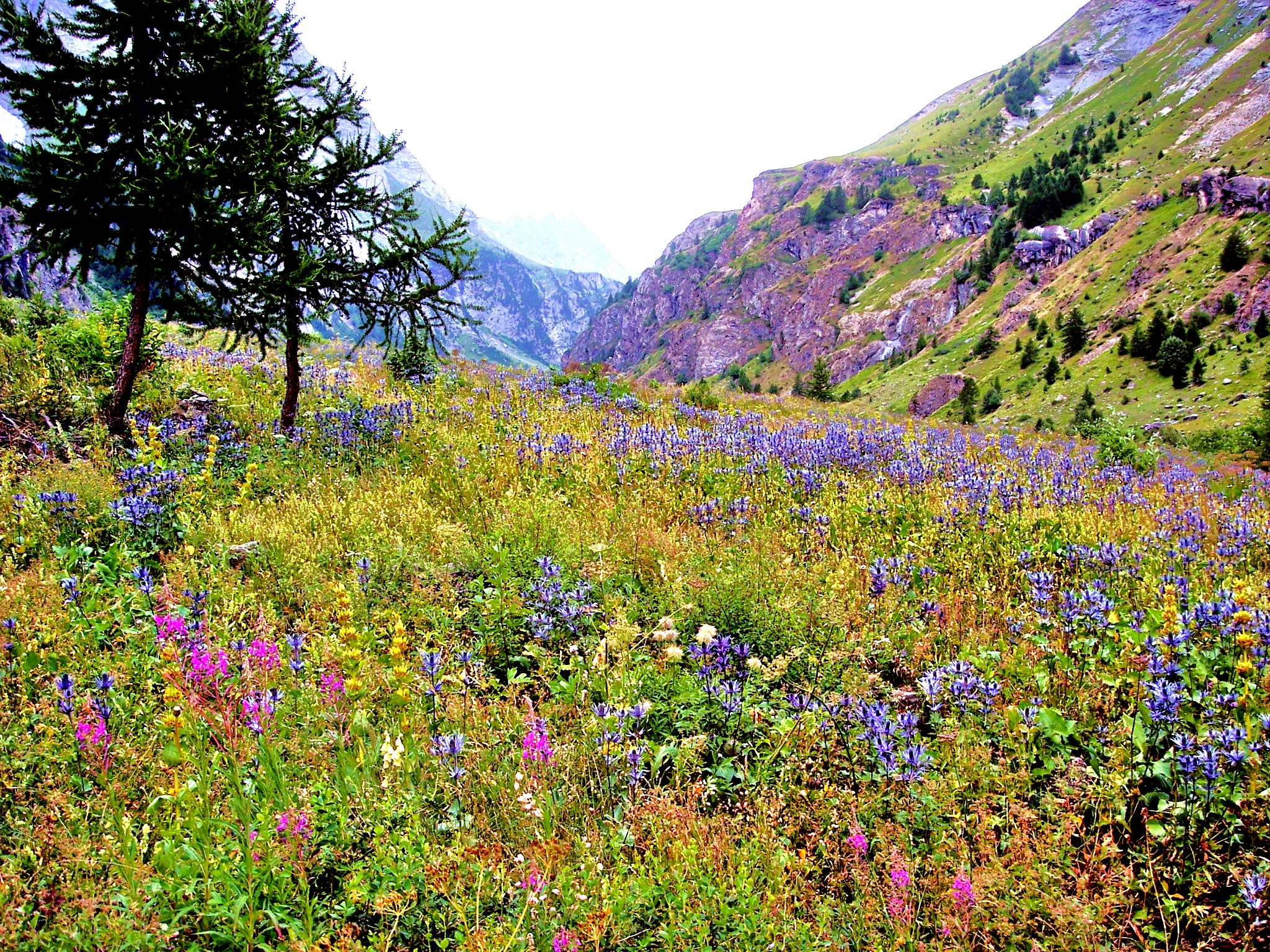
Vallei van de Fournel